# Percichthys hondoensis
Percichthys hondoensis es una especie extinta del género de peces perciformes de agua dulce Percichthys, de la familia Percichthyidae, cuyos representantes vivientes son denominados comúnmente percas o truchas criollas. Solo es conocida sobre la base del registro fósil de sus restos exhumados en una unidad litoestratigráfica adscrita al Eoceno Inferior de la Patagonia argentina.

## Taxonomía
Esta especie fue descrita originalmente en el año 1947 por el paleontólogo Bobb Schaeffer.
Localidad tipo
La localidad tipo donde fue exhumado el ejemplar tipo es la parte superior del Cañadón Hondo, cerca de una pequeña elevación conocida como monte Verde. Ese cañadón termina en la ribera derecha del río Chico, cerca del Paso de Niemann y está ubicado a 65 kilómetros al noroeste de Comodoro Rivadavia, ciudad situada sobre el golfo San Jorge, en el sudeste de la provincia argentina del Chubut.
Holotipo
El ejemplar holotipo designado es el catalogado como: A.M.N.H. N°.10.000. Consta de un esqueleto incompleto, el cual carece de la parte anterior del cráneo y de la aleta pélvica. También se suman como hipotipos 23 muestras fragmentarias de la misma localidad.
Todos fueron colectados en el año 1931 durante la Primera Expedición Scarritt a la Patagonia por el doctor George Gaylord Simpson; las notas de campo de este paleontólogo fueron utilizadas en la descripción de la especie, así como sus croquis y sección de perfil de la localidad tipo. El dibujo de la restauración de este percíctido fue hecho por John C. Germann; las fotografías fueron tomadas por Elwood Logan.
Etimología
Etimológicamente el término genérico Percichthys se construye con dos palabras del idioma griego, en donde: perke significa 'perca' e ichthys es 'peces'.
El epíteto específico hondoensis es un topónimo que refiere a la localidad donde fue colectado el ejemplar tipo: el cañadón Hondo.
Edad atribuida
El estrato portador consta de pizarras finamente laminadas de color marrón claro, probablemente representa un depósito lacustre de cenizas volcánicas.
La edad terciaria en el que se encontraron los restos se postuló al describirlo como probablemente de edad mamífero (SALMA) Casamayorense (Eoceno Inferior), lo que implica que representa el fósil más antiguo de Percichthyidae, con una antigüedad aproximada superior a los 48 Ma.
Caracterización y relaciones filogenéticas
Percichthys hondoensis tenía un tamaño más bien pequeño, ya que las longitudes estándar estimadas de los ejemplares obtenidos van desde 2,45 hasta alrededor de 10,0 cm. El cráneo representa algo menos de un tercio de longitud total del cuerpo. La boca es moderadamente protráctil. La parte posterior del borde preopercular es dentado. El opérculo es reducido, con una sola columna Branquiostegales 6-7. Presentaba de 24 a 26, de las cuales 10-11 eran abdominales y 14-16 caudales. La aleta dorsal al parecer no estaba dividida; la aleta pectoral tenía 14 radios. Las escamas eran pequeñas, finamente ctenoideas.
La variación dentro de este taxón podría ser mayor a la descrita o incluir entre los especímenes asignados a esta especie otras no reconocidas, ya que existen en las colecciones del Museo de Ciencias Naturales de la ciudad de La Plata, especímenes que fueron identificados como P.hondoensis y procedentes también del cañadón Hondo, pero que poseen importantes diferencias con lo detallado en la descripción original de este percíctido.